# W oparach absurdu
W oparach absurdu – tom satyrycznych, purnonsensowych tekstów Juliana Tuwima i Antoniego Słonimskiego, pisanych w latach 1920–1936, a wydanych po raz pierwszy w 1958 roku.

## Geneza i charakterystyka
Nonsensowne teksty zebrane w tomie zaczęli Słonimski i Tuwim pisać w 1920, jako primaaprilisowy dodatek do dziennika „Kurier Poranny”. W przedmowie do tomu Słonimski wskazuje, że pisanie nonsensów było "stałą potrzebą", która bawiła jego i Tuwima, oraz że współpraca z innymi autorami – wśród których wymienia Jana Lechonia i Stanisława Ignacego Witkiewicza – nie była tak owocna, z uwagi na to, że dowcip Lechonia "zawodził w dziedzinie czystego absurdu", a Witkiewicz – w przeciwieństwie do Tuwima i Słonimskiego – nie oddzielał absurdu od reszty twórczości.
Na tom składa się siedem primaaprilisowych dodatków do różnych gazet, pochodzących głównie z lat 20., wiersze oraz kalendarzyk encyklopedyczno-informacyjny. 
W zbiorze autorzy wykorzystują różne formy prasowe, takie jak ogłoszenia, reklamy, recenzje, kroniki wypadków, przewodniki, zagadki, porady, przepisy kulinarne czy listy do redakcji, wykorzystując pastisz, abstrakcję, zabawę czy kabaretowe gagi.